# Aspuru
Aspuru (en euskera y oficialmente Axpuru)  es un concejo del municipio de San Millán, en la provincia de Álava, País Vasco (España).

## Localización
Aspuru se ubica en las estribaciones de la sierra de Elgea, limitando al norte con Guipúzcoa. 
Limita al sur con el pueblo de Heredia (a 2 km.), al este con Narvaja (a 2 km.) y al oeste con Larrea (a 1 km.). Por sus territorios discurre la carretera A-3012 y el río Barrundia, afluente del Zadorra. Su altitud media es de 575 metros.

## Despoblados
Forma parte del concejo el despoblado de:
- Aguirre.[1]
- Mendieta.[2]
- Urigurena.[3]

Forma parte del concejo una fracción del despoblado de:
- Lacha.[4]

## Demografía
| Gráfica de evolución demográfica de Aspuru entre 2000 y 2017 |
|                                                              |
| Población de derecho según los censos de población del INE.  |

## Monumentos

### Iglesia de San Juan Bautista
El edificio más destacado de Axpuru es la iglesia de San Juan Bautista, obra del siglo XVI.

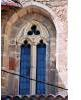
Arco Iglesia de Aspuru

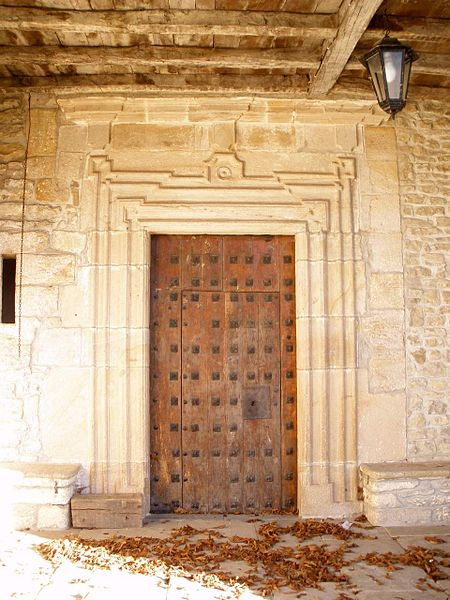
Puerta Iglesia San Juan Bautista

El retablo de la iglesia de San Juan ocupa el paño central de la cabecera ochavada gótica. Se trata de un retablo tardogótico, esbelto, con estructura de casillero, datado entre 1525-1530, con algunos elementos que anuncian ya el Renacimiento. En perfecta sintonía con la talla su policromía es de estilo hispanoflamenco con avances hacia la pintura renacentista.
Tiene una amplia presencia en este retablo la técnica del brocado aplicado, además aparecen los primeros esgrafiados y las decoraciones vegetales en los fondos. Este mueble ha sufrido diferentes cambios a lo largo de los años; fue recrecido a fines del siglo XVI, según las disposiciones del Concilio de Trento y fue renovada su policromía en 1774 con una policromía Neoclásica. Y por último entre 1972-1974 se acometió una importante restauración de todo el retablo, a ella corresponden todas las reconstrucciones volumétricas y la reposición de piezas realizadas con moldes, en resina epoxídica que presenta en la actualidad.
En los años 2006 y 2007 se restauró el retablo con el asentado de color de las capas de policromía y preparación, consolidación de la madera, tratamiento antixilófagos, limpieza de la policromía, eliminación parcial de repintes que permitió sacar a la luz policromías originales que habían sido ocultadas en intervenciones anteriores. El tratamiento se completó con el estucado, reintegración de lagunas y protección final del conjunto.

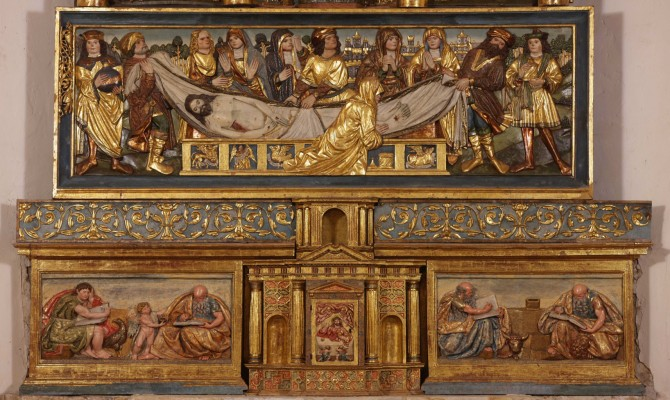
Detalle retablo de la iglesia

### Caseríos
En el pueblo se localiza el caserío de Aguirre, y en las cercanías los de Lomendi y Maiza, que reproducen el estilo de vivienda rural de dos unidades extendido en los siglos XVII y XVIII.

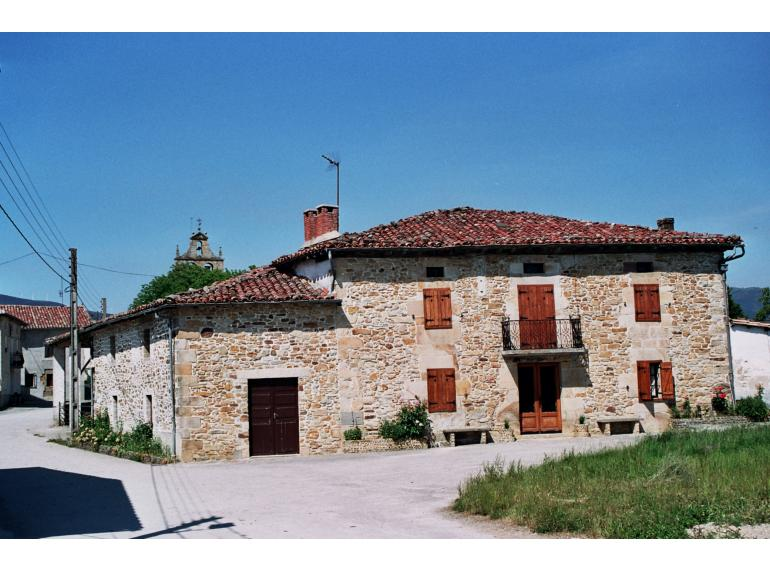
Casa en Aspuru

## Economía
Las principales actividades económicas son la agricultura y ganadería, junto con la explotación forestal.